# Helius productellus
Helius productellus là một loài ruồi trong họ Limoniidae. Chúng phân bố ở vùng Tân nhiệt đới.